# 球叶须虫
球叶须虫（学名：Phyllodoce gracilis）为叶须虫科叶须虫属的动物。分布于孟加拉湾、中太平洋的玻利尼西亚、澳大利亚，包括渤海、黄海等海域。
其种加词来源于拉丁文“gracilis”，意为“纤细的”。